# ناحية مركز قطنا
ناحية مركز قطنا إحدى نواحي سوريا تتبع إداريّاً لمحافظة ريف دمشق منطقة قطنا ومركزها مدينة قطنا، بلغ تعداد سكان الناحية 146,344 نسمة حسب التعداد السكاني لعام 2004.

## بلدات وقرى ناحية مركز قطنا
أمبيا، العمرات، عرنة، عرطوز، البجاع، بقعسم، دروشة، قلعة الجندل، جديدة عرطوز، كفرقوق، كوكب، خان الشيح، منشية خان الشيح، مزرعة دير العشائر، مزرعة بيت جن، قطنا، رخلة، رأس العين، ريمة، الصبورة، يعفور.